# 암흑가의 25시
"암흑가의 25시"는 1970년에 개봉한 대한민국의 영화이다.

## 캐스팅
- 남궁원
- 남정임
- 독고성
- 이대엽
- 오지명
- 최불암